# Jekejaure
Jekejaure är en sjö i Kiruna kommun i Lappland och ingår i Torneälvens huvudavrinningsområde. Sjön har en area på 10,2 kvadratkilometer och ligger 338,1 meter över havet. Jekejaure ligger i Torne och Kalix älvsystem Natura 2000-område. Sjön avvattnas av vattendraget Torneälven (Kamajåkka).

## Delavrinningsområde
Jekejaure ingår i det delavrinningsområde (756881-167557) som SMHI kallar för Utloppet av Jekejaure. Medelhöjden är 443 meter över havet och ytan är 85,05 kvadratkilometer. Räknas de 172 avrinningsområdena uppströms in blir den ackumulerade arean 3 432,5 kvadratkilometer. Avrinningsområdets utflöde Torneälven (Kamajåkka) mynnar i havet. Avrinningsområdet består mestadels av skog (69 procent) och kalfjäll (15 procent). Avrinningsområdet har 11 kvadratkilometer vattenytor vilket ger det en sjöprocent på 12,9 procent.